# Chorisia reducta
Chorisia reducta är en kackerlacksart som först beskrevs av Walker, F. 1868.  Chorisia reducta ingår i släktet Chorisia och familjen småkackerlackor. Inga underarter finns listade i Catalogue of Life.